# 탄소-12
탄소-12(Carbon-12, 12C)는 탄소의 안정 동위 원소로, 자연적으로 존재하는 탄소의 98.89%를 차지한다. 6개의 양성자, 6개의 중성자, 6개의 전자로 이루어져 있다. 붕소-12, 붕소-13, 질소-12, 질소-16, 산소-13의 방사성 붕괴를 통해 생성된다.

## 이용

### 원자 질량 단위
탄소-12는 원자 질량의 기준이 된다. 이는 1961년에 탄소-12 원자 1개 질량의 1/12를 원자 질량 단위로 하는 정의가 채택된 것이 시초이며, 현재까지 사용되고 있다. 이전까지는 산소를 이용하여 원자 질량을 정의하였으나, 물리학자들이 산소-16만을 고려한 원자 질량 단위를 사용한 반면 화학자들은 모든 산소 동위 원소의 비율을 고려한 원자 질량 단위를 사용하면서 미세한 오차가 발생하였기 때문이다. 이 정의에 따라 탄소-12의 원자 질량은 정확히 12가 되며, 이와 비교한 다른 원자들의 상대적 질량값을 원자량으로 정하게 된다.

### 방사성 탄소 연대 측정법
대기 중의 탄소-12와 탄소-14의 비율은 일정하게 유지되며, 생명체가 살아 있는 동안은 대기 중의 탄소를 끊임없이 교환한다. 따라서 생명체 내의 탄소-12와 탄소-14의 비율은 대기 중에서의 비율과 거의 일치하며, 역시 일정하게 유지된다. 그러나 생명체가 죽은 후에는 탄소 동위 원소 간의 교환이 중단되고 탄소-14가 계속해서 붕괴하므로 생명체 내에서의 탄소-14의 비율이 지속적으로 감소하게 된다. 이를 이용하여 유기물에서 탄소-12와 탄소-14의 비율을 비교하면 그 물질의 연대를 측정할 수 있는데, 이것이 바로 방사성 탄소 연대 측정법이다. 대략 6만 년까지의 연대를 비교적 정확하게 측정할 수 있다.

## 같이 보기
- 탄소 동위 원소
- 탄소-13
- 탄소-14
- 원자 질량 단위
- 방사성 탄소 연대 측정법

| 가벼운 핵종 탄소-11 | 탄소의 동위 원소 | 무거운 핵종 탄소-13 |

| 어미핵종: 붕소-12(β-) 붕소-13(β-n) 질소-12(β+) 질소-16(β-α) 산소-13(β+p) | 탄소-12의 붕괴 사슬 | 없음 |